# Angyalok és démonok (regény)

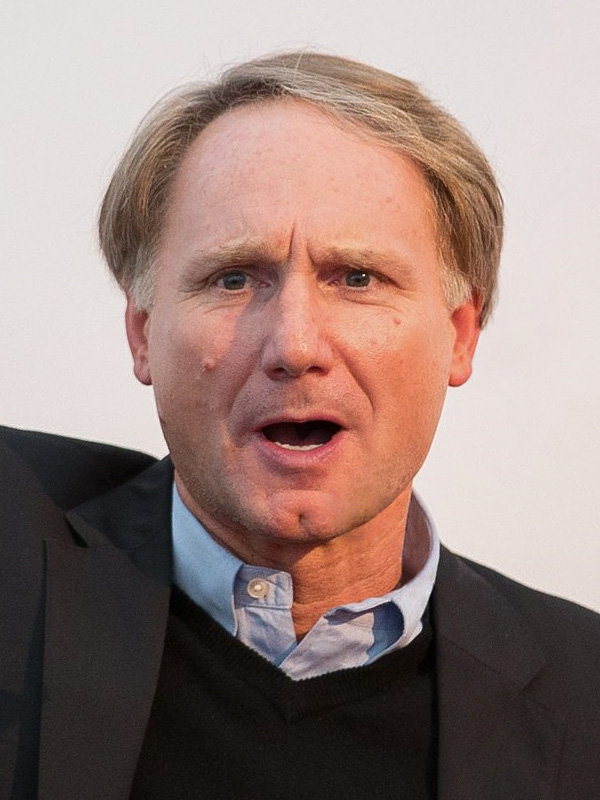
Dan Brown 2015 novemberében

Az Angyalok és démonok Dan Brown amerikai író 2000-ben megjelent bestsellere. A nagy sikerre tekintettel a főszereplő Robert Langdon kalandjait a szerző négy kötetben folytatta:
- A Da Vinci-kód
- Az elveszett jelkép
- Inferno
- Eredet[1]

## Témája, cselekménye
A magyar kiadás fülszövege szerint Robert Langdont, a Harvard világhírű szimbólumkutatóját egy svájci tudományos intézetbe hívják, hogy segítsen megfejteni egy rejtélyes jelet, amelyet egy meggyilkolt fizikus mellkasába égettek. Langdon felfedezi, hogy az illuminátusok több száz éves földalatti szervezete hadjáratra készül a katolikus egyház ellen. Hétpecsétes titkokon, veszélyes katakombákon, elhagyatott székesegyházakon és a földkerekség legrejtettebb barlangján átvágva kutatja a rég elfeledett illuminátusok búvóhelyét.

## Utóélete
A sikerkönyvből hamarosan sikerfilm készült: Angyalok és démonok (film). Ez kellőképp megágyazott annak, hogy a sorozat következő kötete, a A Da Vinci-kód még elődjénél is népszerűbbé váljon.

## Kulturális jelentősége
A mű szimbólumrendszeréről, történelmi kapcsolatairól, irodalmi értékeiről, a benne foglalt ismeretekről részletes ismeretterjesztő tanulmánykötetet írt Simon Cox.↑ Simon Cox: 
Jelentőségét mutatja, hogy Rómában spontán kialakult az Angyalok és démonok turistaútvonal, amelyen végighaladva a látogatók megtekintik a történet helyszíneit, és összevetik az ott látottakat a leírtakkal.

### A katolikus egyház reakciója
A Vatikán rendkívül negatívan fogadta a könyvet, és igyekezett nehezíteni annak népszerűsítését. Ennek legnyilvánvalóbb jeleiként:
- megtiltották, hogy a regényből készült filmben a konkrét helyszíneken készült belső felvételek szerepeljenek. Ezt azzal „indokolták”, hogy a produkció „nem egyeztethető össze” a római egyházkerület nézeteivel. Ezért a belső jelenetek jó részét az Egyesült Államokban stúdióban vették fel.[2]
- kötéllel elzárták a Chigi-kápolnát.↑ Simon Cox:
- a műben előforduló kisebb, illetve a dramaturgiából adódó pontatlanságokat felnagyítva és központi szerepbe állítva úgynevezett tanulmányokat íratott a szerző diszkreditálására.[3]